# 日比谷公園ガーデニングショー
日比谷公園ガーデニングショーは、2003年に日比谷公園開園100周年を記念して第1回を開催し以降、毎年秋（10月下旬）に開催されている花と緑・環境、ガーデニング等に関する催し。入場料は基本的に無料としている。
主催は日比谷公園ガーデニングショー実行委員会。事務局は2009年の第7回目以降は公益財団法人東京都公園協会が務めている。

## 概要
- 日比谷公園ガーデニングショーの特徴は、実行委員会の運営が、全面的に花と緑・環境等に関連する各種企業・団体や個人等のボランティア活動によりなされている点。
- 通常この規模のイベントでは行政やスポンサー企業によるシードマネーが存在するが、日比谷公園ガーデニングショーでは日比谷公園100 年記念事業の協賛金をベースとして開始され、入場料は無料としているため、収入源は企業・団体等からの協賛金と有料のテント出展料等に頼っており、実行委員会関係のボランティア精神で20年以上継続している。
- 開催趣旨は「首都東京の中心に位置する日比谷公園を会場に、広く市民・企業・団体等の参加を得てガーデニングショーを開催し、日比谷公園から｢花と緑・環境」のメッセージを世界に発信するとともに、これからの都市における｢花と緑のライフスタイル」を提案する」というもの。開催趣旨、事業スキームは当初からほぼ踏襲、継続されている。
- 原則、4つの部門のガーデンコンテスト（ガーデン、ライフスタイルガーデン、コンテナガーデン、ハンギングバスケット）、花と緑、環境等に関するテント出展・販売、キッチンカーによる世界のグルメ飲食等のほか講習会、セミナー、小音楽堂でのコンサート等のイベントなど行われる。
- 会期中の入場者は20～30万人（2018年の入場者は30万５千人、2019年の入場者は19万６千人）と、花と緑、ガーデニングファンをはじめ多くの来場者で賑わう[1]。リピーターも多い。
- ガーデンコンテストには全国から200点を超える出展があり、優秀作品には東京都知事賞、国土交通大臣賞、農林水産大臣賞、環境大臣賞ほか各賞が授与される。
- 第18回「日比谷公園ガーデニングショー2020」は、コロナ騒ぎの余波でオンラインで開催された。第19回「日比谷公園ガーデニングショー2021｣も公式HPによるオンライン開催された。
- 第20回「日比谷公園ガーデニングショー2022｣は、10月２２日（土）から３０日(日）に日比谷公園で3年ぶりに開催された。１０月２９日（土）午後１時過ぎから２０周年記念シンポジウムも開催された。入場者数は17万7000人。
- 第21回「日比谷公園ガーデニングショー2023」は、10月21日（土）～29日（日）に開催。日比谷公園の改修、リニューアル工事の影響により第一花壇や周辺園路等を中心とした開催となった。入場者数は18万人。
- 第23回「日比谷公園ガーデニングショー2025」は、10月18日（土）～26日（日）に開催。大規模リニューアルされた旧第二花壇（芝庭広場）を中心に開催される。10月18日（土）11時から日比谷公園で開会式＋無料コンサートが予定。

## 経緯
- 2003年（平成15年）が日比谷公園開園100周年にあたり、その記念事業の事務局は東京都建設局公園緑地部内に置かれたが、事業は「日比谷公園100 年記念事業実行員会」により進められた。
- 事業の特徴は、行政主導型ではなく民間のノウハウを最大限に活かした民間主導による官民協働イベントとしたことにあるが、都による財政支出ができず、民間企業等からの協賛金により約５千万円（100年記念事業全体）の事業費が賄われた。
- この日比谷公園100年記念事業のメインイベントとして第一回「日比谷公園ガーデニングショー 2003」が 10 月下旬の９日間開催された。
- 日比谷公園ガーデニングショー開催の発端は、東京都東部公園緑地事務所での日比谷公園100年記念事業としての提案であった。都が直接事務局を担うのが困難なため、環境緑化新聞の発行元である株式会社インタラクションが事務局を担当した。
- 2003年4月に関係者らが最初の準備会議を緑と水の市民カレッジで開催。このときはまだ事業の骨子のみであったが、その後多くの賛同を得て、ガーデンコンテストと有料テント出展、小音楽堂での催事、グルメ屋台村などの骨格が固まり出展招致がなされた。結果、数十に及ぶ有料テント出展と、212点に及ぶガーデンコンテストの参加が得られる。
- 第1回開催時に会場での来場者アンケートにおいても、「毎年続けて欲しい」「野外でのガーデニングショーは気持ちがいい」「ガーデニングショーをきっかけに日比谷公園が好きになった」など、多数の肯定的な意見が寄せられ、次年度以降は日比谷公園ガーデニングショー実行委員会主催により継続実施されることになった。
- ガーデンコンテストの最高賞には第一回（2003）から「東京都知事賞」が贈呈されており、2014年以降は国の後援を得て、ガーデンコンテスト優秀作品に国土交通大臣賞（2014～）、農林水産大臣賞(2015～）を、2019年からは、環境大臣賞も授与できるように充実。
- コンテスト出品者は 21 都県に及ぶ（2016年）など全国区規模のイベントに成長している。
- 日比谷公園ガーデニングショー実行委員会は、その14年間にわたる活動に対して、平成28年度日本造園学会賞(2016)、第37回「緑の都市賞」都市緑化機構会長賞（2017）を受賞している。

## 参考資料
- 実施報告書 日比谷公園ガーデニングショー
- 第37回緑の都市賞　都市緑化機構会長賞 　日比谷公園ガーデニングショー実行委員会
- 都市緑化キャンペーン2018 実施報告
- 日比谷公園ガーデニングショー 新たな魅力づくりについて

### 関連文献
- 北原恒一(2015）日比谷公園ガーデニングショー 新たな魅力づくりについて
- 第２回 日比谷公園ガーデニングショー 2004報告書
- 武内嘉一郎(2009)　丸の内仲通りのハンギングバスケット装飾への道のり　http://www.kayokai.net/kayo/28/28_20-24.pdf
- 『秋ぴあ 首都圏版』ぴあレジャーMOOKS編集部
- 北原恒一（2017）日比谷公園ガーデニングショーの14年間にわたる開催 : 日比谷公園ガーデニングショー実行委員会 (平成28年度日本造園学会賞受賞者業績要旨)『ランドスケープ研究』81(2), 189-193　日本造園学会
- 北原恒一（2016）管理・運営 東京五輪・パラリンピックに向けた日比谷公園ガーデニングショー「夏のおもてなしガーデントライアル」『都市公園』(215), 58-61,図巻頭1p,東京都公園協会
- 北原恒一(2004）日比谷公園ガーデニングショーの開催（日比谷公園100年記念事業における民活型イベントの試み）『区画整理』（47-10）54-57，日本土地区画整理協会
- 細谷恒夫（2011）市民協働による日比谷公園ガーデニングショーの取り組み (特集 市民と育む緑)『都市公園 』(194), 54-55,図巻頭1p,東京都公園協会
- 『これからのガーデニングショーを考える―日比谷から世界に発信する花と緑のあり方』日比谷公園ガーデニングショー実行委員会、2018年
- 『日比谷公園ガーデニングショー2003 : 日比谷公園100年記念事業』日比谷公園100年記念事業実行委員会--2003